# Divizion A (damvolleyboll, Belarus)
Divizion A är den högsta serien i volleyboll för damer i Belarus och är därför också den som utser de belarusiska mästarna i volleyboll. Serien organiseras av Belarus volleybollförbund. Den har funnits sedan 1991 och spelas höst-vår. Nedflyttning sker till den näst högsta serien, Divizion B.

## Resultat per år
| Säsong                  | Podium                | Podium                | Podium                |
| Mästare                 | Tvåa                  | Trea                  |                       |
| ----------------------- | --------------------- | --------------------- | --------------------- |
| 1991-92 mer information | Kommunalnik Minsk     | Nadezhda Gomel        | SVK Neman Grodno      |
| 1992-93 mer information | Kommunalnik Minsk     | Nadezhda Gomel        | Mastra Minsk          |
| 1993-94 mer information | Amkodor Minsk         | Enka Minsk            | Nadezhda Gomel        |
| 1994-95 mer information | Amkodor Minsk         | Nadezhda Gomel        | Enka Minsk            |
| 1995-96 mer information | Amkodor Minsk         | SCAF Minsk            | Dyvanoŭsjztjyk Brest  |
| 1996-97 mer information | Amkodor Minsk         | Dyvanoŭsjztjyk Brest  | Nadezhda Gomel        |
| 1997-98 mer information | Amkodor Minsk         | Nadezhda Gomel        | Dyvanoŭsjztjyk Brest  |
| 1998-99 mer information | Amkodor Minsk         | Dyvanoŭsjztjyk Brest  | Atlant Baranovici     |
| 1999-00 mer information | Atlant Baranovici     | VK Minsk              | Nadezhda Gomel        |
| 2000-01 mer information | VK Minsk              | Atlant Baranovici     | Dyvanoŭsjztjyk Brest  |
| 2001-02 mer information | Dyvanoŭsjztjyk Brest  | VK Minsk              | Ghani Minsk           |
| 2002-03 mer information | Dyvanoŭsjztjyk Brest  | VK Minsk              | Slavjanka Minsk       |
| 2003-04 mer information | VK Minsk              | Slavjanka Minsk       | Atlant Baranovici     |
| 2004-05 mer information | Slavjanka Minsk       | VK Minsk              | Atlant Baranovici     |
| 2005-06 mer information | Atlant Baranovici     | VK Minsk              | Slavjanka Minsk       |
| 2006-07 mer information | VK Minsk              | Atlant Baranovici     | Kommunalnik Mogilev   |
| 2007-08 mer information | Atlant Baranovici     | Kommunalnik Mogilev   | VK Minsk              |
| 2008-09 mer information | Atlant Baranovici     | VK Minsk              | SVK Neman Grodno      |
| 2009-10 mer information | VK Minsk              | Kommunalnik Mogilev   | Atlant Baranovici     |
| 2010-11 mer information | Atlant Baranovici     | VK Minsk              | Kommunalnik Mogilev   |
| 2011-12 mer information | Atlant Baranovici     | Kommunalnik Mogilev   | VK Minsk              |
| 2012-13 mer information | SVK Neman Grodno      | Atlant Baranovici     | VK Minsk              |
| 2013-14 mer information | VK Prybuzjzja Brest   | VK Minsk              | Atlant Baranovici     |
| 2014-15 mer information | Zjamtjuzjyna Palessja | VK Minsk              | VK Prybuzjzja Brest   |
| 2015-16 mer information | VK Minsk              | Zjamtjuzjyna Palessja | VK Prybuzjzja Brest   |
| 2016-17 mer information | VK Minsk              | Zjamtjuzjyna Palessja | Kommunalnik Grodno    |
| 2017-18 mer information | VK Minsk              | VK Prybuzjzja Brest   | Zjamtjuzjyna Palessja |
| 2018-19 mer information | VK Minsk              | VK Prybuzjzja Brest   | Zjamtjuzjyna Palessja |
| 2019-20 mer information | VK Minsk              | Zjamtjuzjyna Palessja | VK Prybuzjzja Brest   |
| 2020-21 mer information | VK Minsk              | VK Prybuzjzja Brest   | VK Minsk II           |
| 2021-22 mer information | VK Minsk              | VK Prybuzjzja Brest   | Zjamtjuzjyna Palessja |

## Resultat per klubb
| Lag                   | Antal titlar | Säsonger                                                                                          |
| --------------------- | ------------ | ------------------------------------------------------------------------------------------------- |
| VK Minsk              | 11           | 2000-01, 2003-04, 2006-07, 2009-10, 2015-16, 2016-17, 2017-18, 2018-19, 2019-20, 2020–21, 2021-22 |
| Amkodor Minsk         | 6            | 1993-94, 1994-95, 1995-96, 1996-97, 1997-98, 1998-99                                              |
| Atlant Baranovici     | 6            | 1999-00, 2005-06, 2007-08, 2008-09, 2010-11, 2011-12                                              |
| Kommunalnik Minsk     | 2            | 1991-92, 1992-93                                                                                  |
| Dyvanoŭsjztjyk Brest  | 2            | 2001-02, 2002-03                                                                                  |
| Slavjanka Minsk       | 1            | 2004-05                                                                                           |
| SVK Neman Grodno      | 1            | 2012-13                                                                                           |
| VK Prybuzjzja Brest   | 1            | 2013-14                                                                                           |
| Zjamtjuzjyna Palessja | 1            | 2014-15                                                                                           |